# محافظة نان
محافظة نان (بالتايلاندية:น่าน) (بالإنجليزية: Nan )‏ هي واحدة من محافظات تايلاند الخمس والسبعين وتجاور محافظات أوتاراديت وفراي وتجاور كذلك لاوس.

## الجغرافيا
تق المحافظة في وادي نهر نان، تحيط بها الجبال مغطاة بالغابات النائية. أعلى جبل ارتفاعه 2079 متر الذي يقع شمال شرق نان نحو الحدود مع لاوس.

## التاريخ
على مدى قرون كانت نان مملكة مستقلة ونظرا لموقعها الجغرافي البعيد كانت اتصالاتها معا الممالك الأخرى قليلة، المملكة الأولى كانت بالقرب من منطقة موانج فا (معروفة كذلك باسم فاراناجارا) يرجع تاريخ انشائها إلى اواخر القرن الثالث عشر وكان حكامها من سلالة فوكا والتي تتصل بمؤسسي عاصمة لاوس الحالية فيينتيان بعد ذلك أصبحت مرتبطة بمملكة السكوتاي تم اختيار عاصمة المحافظة الحالية موانج نان منذ القرن الرابع عشر، في القرن الخامس عشر انفصلت نان عن مملكة السكوتاي وأصبحت موالية لمملكة لاناثاي بعد ذلك استولت القوات الفيتنامية على فاياو ومن ثم هاجمو نان
في وقت لاحق أصبحت نان تحت سيادة بورما وحاولت مرات كثيرة تحرير نفسها دون جدوى حتى حكم نان في 1714م في 1788م حكام بورما ومن ثم تحررت نان وتم طرد البورميين تم قبول سيام في عام 1893 وأصبحت مستقلة بدرجة معينة عن حكام سيام حتى عام 1931 حيث اندمجت بشكل كامل وأصبحت محافظة تتبع مملكة تايلاند.

## السكان
10.5 في المائة من السكان ينتمون إلى قبائل التلال.

## التقسيمات الادارية
تنقسم المحافظة إلى 15 مقاطعة و 99 بلدية و 848 قرية.
| 1. موانج نان 2. ماي كاهرام 3. بان لانغ 4. نا نوي 5. بوا 6. تا وانغ فا 7. وانغ سا 8. ثانغ شانغ | 1. شانغ كلانغ 2. نا ماين 3. سانتا سيك 4. بو كليان 5. سونغ كهواي 6. في فانغ 7. تشاليوم فرا كات |

## معرض صور

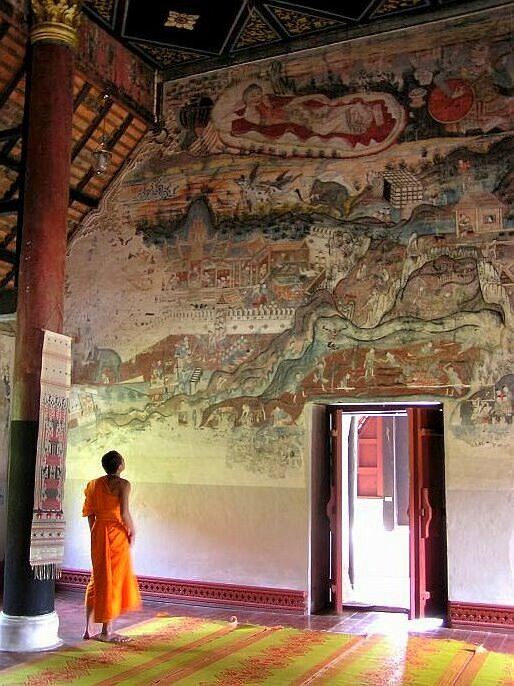
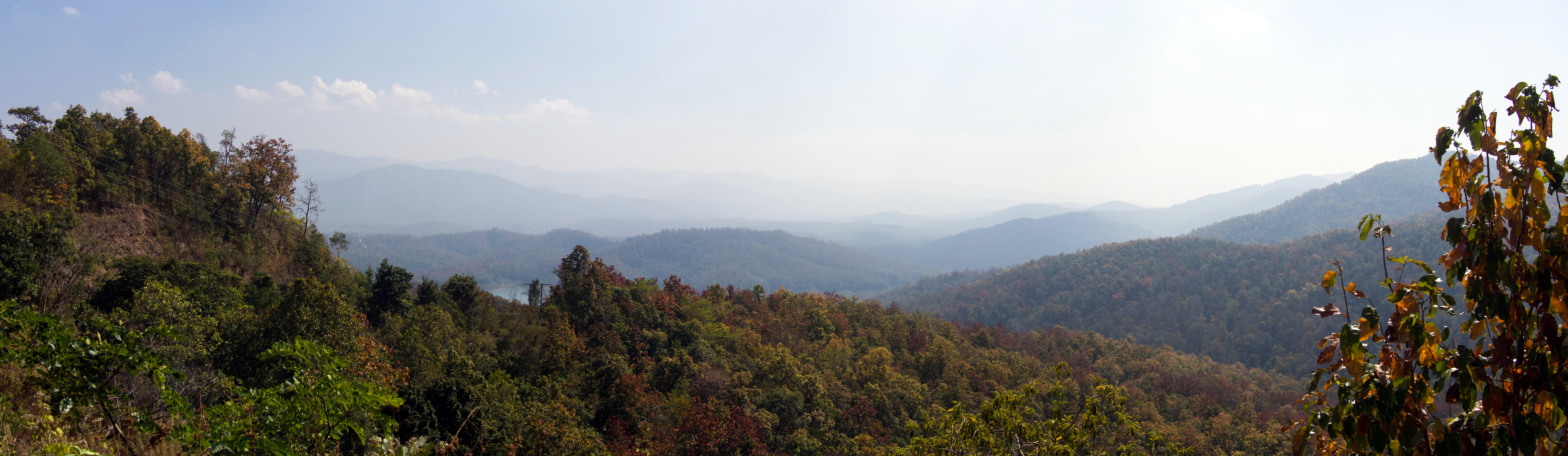
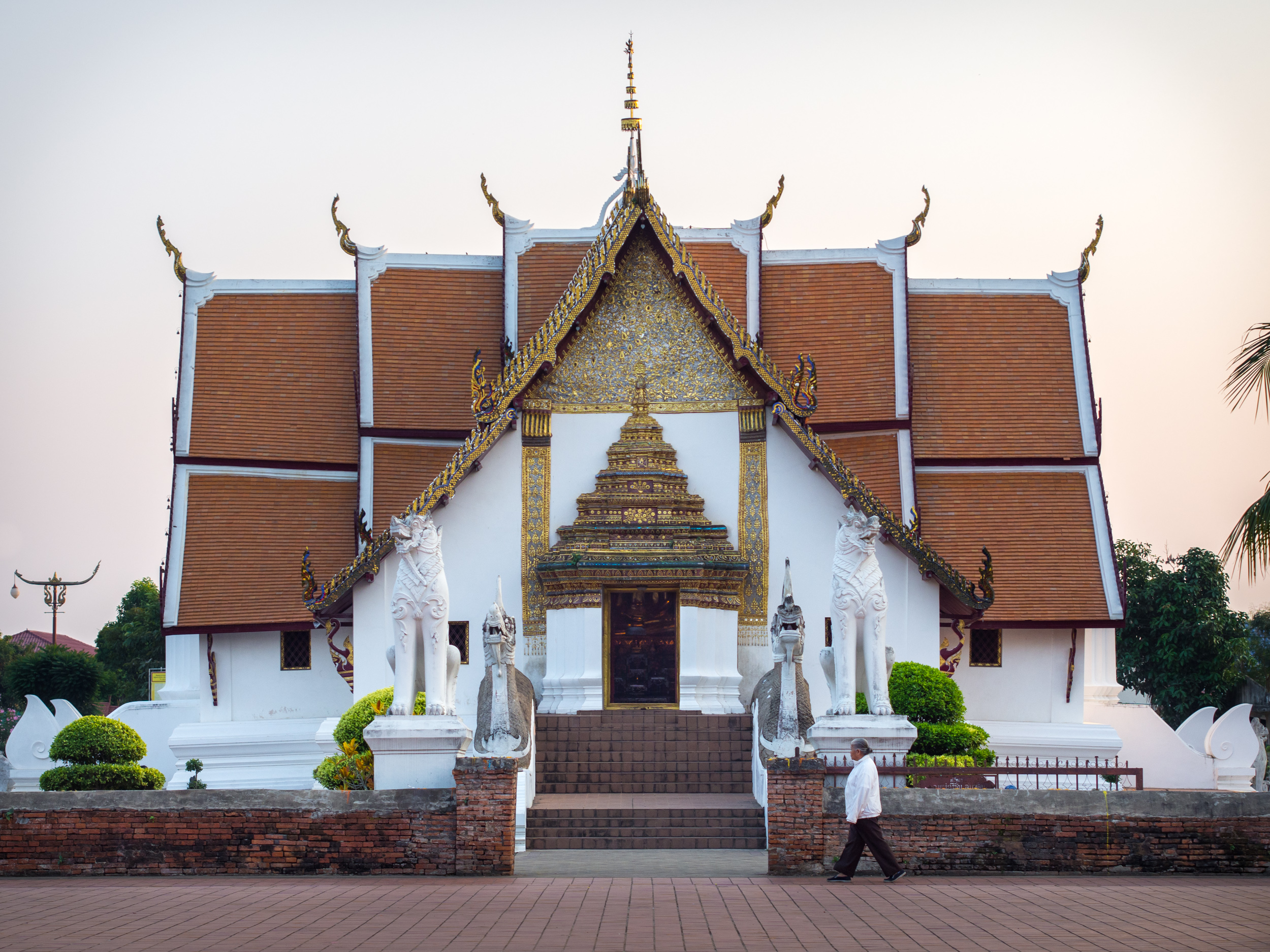
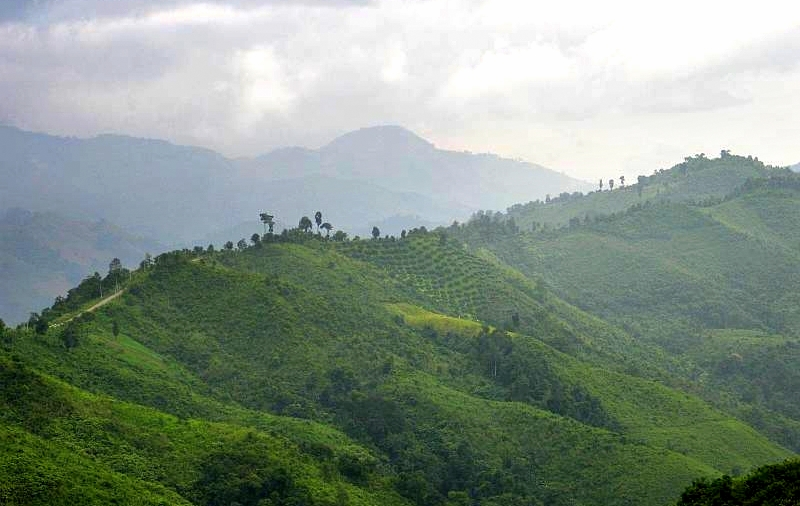
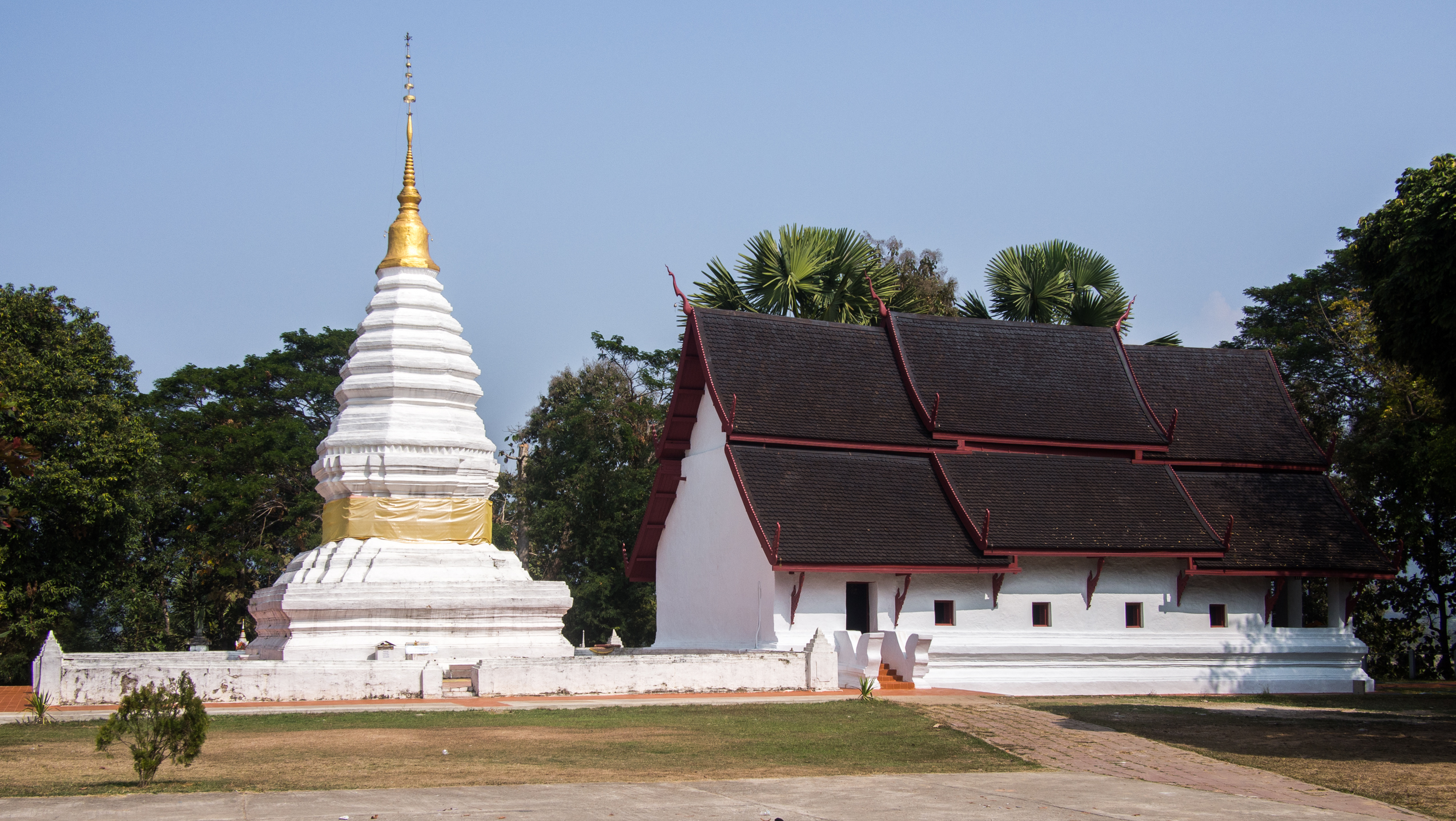